# Komposit orden
Den kompositte orden er en romersk søjleorden skabt af arkitekter under Augustus. Den kombinerer elementer af de joniske og korintiske ordener og udmærker sig følgelig med både store spiraler og stiliserede akantusblade på kapitælen. Komposit ansås ikke som en separat orden før renæssancen, da den regnedes til Vitruvs oprindelige søjleordener.